# Lực lượng Vũ trang Iraq
Lực lượng Vũ trang Iraq hay Quân đội Iraq (tiếng Ả Rập: القوات المسلحة العراقية) là lực lượng quân sự của Iraq. Quân đội Iraq bao gồm: Lục quân Iraq, Không quân Iraq và Hải quân Iraq. Tổng thống là Tổng Tư lệnh Quân đội trên danh nghĩa, mang tính nghi lễ. Thủ tướng mới là người nắm quyền hành pháp thực tế và là Tổng Chỉ huy Quân đội. Quân đội Iraq chịu sự quản lý của Bộ Quốc phòng, đứng đầu là Bộ trưởng và báo cáo trực tiếp lên Thủ tướng.
Ngoài ra còn có 3 lực lượng vũ trang không thuộc Bộ Quốc phòng là: Lực lượng Đặc nhiệm Iraq (thuộc Sở Chống Khủng bố Iraq của Văn phòng Thủ tướng), Lực lượng Peshmerga (quân đội của Vùng tự trị Kurdistan) và Nghĩa quân Động viên Iraq (các nhóm dân quân địa phượng hoạt động độc lập và riêng biệt).
Lực lượng Vũ trang Iraq có một lịch sử lâu dài và rất tích cực. Lực lượng ban đầu được hình thành vào đầu năm 1920. Sáu cuộc đảo chính quân sự được gắn kết bởi Quân đội vào giữa năm 1936 và 1941. Lần đầu tiên lực lượng này đi tham chiến là vào Chiến tranh Anh-Iraq vào năm 1941. Họ đã chiến đấu với Israel vào Chiến tranh Ả Rập-Israel 1948, Chiến tranh Sáu Ngày vào năm 1967 và Chiến tranh Yom Kippur vào năm 1973. hai cuộc chiến với Người Kurd ở Iraq vào những năm 1961-1970 và 1974-1975. Một cuộc xung đột lớn hơn với Iran trong Chiến tranh Iran-Iraq khởi xướng bởi Iraq trong năm 1980, tiếp tục cho đến năm 1988. Sau đó, Iraq bắt đầu Xâm lược Kuwait, dẫn đến Chiến tranh Vùng Vịnh năm 1991, lần lượt dẫn đến các cuộc đối đầu về các khu vực cấm bay của Iraq trong những năm 1990, và cuối cùng là Chiến tranh Iraq năm 2003. Hai loại mạnh đối với Iraq hậu cần và kỹ thuật chiến đấu. Những người lính Iraq cũng thường chiến đấu hết mình trong những tình huống khó khăn.
Các lực lượng vũ trang được quản lý bởi Bộ Quốc phòng. Kể từ cuộc xâm lược Iraq năm 2003, lật đổ chế độ Saddam Hussein, Lực lượng Vũ trang Iraq đã được xây dựng lại với sự hỗ trợ đáng kể từ các lực lượng vũ trang Hoa Kỳ. Kể từ khi thực thi Thỏa thuận về tình trạng lực lượng của Hoa Kỳ-Iraq vào ngày 1 tháng 1 năm 2009, Lực lượng Vũ trang Iraq và các lực lượng cảnh sát của Bộ Nội vụ có trách nhiệm cung cấp an ninh và duy trì luật pháp và trật tự trên toàn Iraq.

## Quy định
Theo Điều 9 của Hiến pháp Iraq thiết lập cơ sở pháp lý của Lực lượng Vũ trang Iraq. Phần lớn từ ngữ của Điều 9 dựa trên Điều 27 của Luật hành chính chuyển tiếp năm 2004.
Phần A, Phần thứ nhất, Điều 9 nói rằng 'Các lực lượng vũ trang và dịch vụ an ninh của Iraq sẽ bao gồm các thành phần của người dân Iraq với sự cân nhắc thích đáng dành cho sự cân bằng và đại diện của họ mà không bị phân biệt đối xử hoặc loại trừ. Họ sẽ chịu sự kiểm soát của chính quyền dân sự, sẽ bảo vệ Iraq, sẽ không được sử dụng như một công cụ để đàn áp người dân Iraq, sẽ không can thiệp vào các vấn đề chính trị và sẽ không có vai trò trong việc chuyển giao quyền lực.' Phần B và C cấm thành lập lực lượng dân quân ngoài khuôn khổ lực lượng vũ trang và cấm nhân viên lực lượng vũ trang đứng ra làm văn phòng chính trị hoặc vận động tranh cử cho các ứng cử viên chính trị. Phần C lưu ý rõ ràng rằng các nhân viên quân sự được phép bỏ phiếu trong các cuộc bầu cử. Phần E tuyên bố rõ ràng cam kết của Chính phủ Iraq đối với việc tôn trọng và thực hiện các nghĩa vụ quốc tế của Iraq liên quan đến việc không phổ biến, không phát triển, không sản xuất và không sử dụng vũ khí hạt nhân, hóa học và sinh học. Phần thứ hai nói rằng nghĩa vụ quân sự sẽ được điều chỉnh bởi pháp luật.

## Lịch sử

### Thuở ban đầu

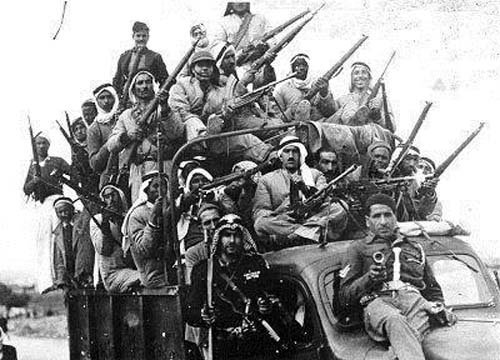
Trung đoàn Imam Musa Al-Kazim vào năm 1920, đội hình đầu tiên của quân đội Iraq.

Lực lượng vũ trang của Iraq hiện đại bắt đầu được thành lập bởi người Anh sau khi họ nắm quyền kiểm soát Iraq sau năm 1917. Trong hội nghị Cairo tháng 3 năm 1921, người ta đã đồng ý rằng một Quân đội Iraq sẽ được thành lập dọc theo các tuyến của Anh, với sự huấn luyện và thiết bị được cung cấp bởi Vương quốc Anh. Vua Faisal muốn có một đội quân gồm 15.000 người-20.000 người. Quân đội thực sự tăng từ 3.500 vào năm 1922 lên 7.000 vào năm 1927 và sau đó lên tới 11.500 vào năm 1932. Quân đội trở thành một ảnh hưởng hiện đại hóa trong nước. Năm 1931, Không quân Iraq được thành lập với một số ít phi công. Sáu cuộc đảo chính của Quân đội đã diễn ra, trong đó một cuộc vào năm 1936 do Bakr Sidqi lãnh đạo và cuộc đảo chính cuối cùng là cuộc đảo chính Rashid Ali năm 1941. Sau cuộc đàn áp người Assyria, mà đỉnh điểm là Cuộc thảm sát Simele năm 1932, một đạo luật bắt buộc đã được đưa ra, điều này đã củng cố Quân đội Iraq với chi phí của các bộ lạc. Vào năm 1938-1939, các lực lượng của Quân đội Iraq đã tập trung gần biên giới Kuwait, là một phần chính sách quân sự của vua Ghazni khi đó để khuyến khích liên minh với Iraq. Các lực lượng Anh sau đó đã đánh bại người Iraq trong cuộc Chiến tranh Anh-Iraq ngắn tháng 5 năm 1941, trong Chiến tranh thế giới thứ 2. Không quân Iraq đã sử dụng máy bay của Anh cho đến Cách mạng 14 tháng 7 năm 1958, nơi chính phủ mới của Iraq bắt đầu tăng cường mối quan hệ ngoại giao với Liên Xô. Không quân Iraq đã sử dụng cả máy bay của Liên Xô và Anh trong suốt những năm 1950 và 1960. Năm 1961, lực lượng Iraq một lần nữa được tích lũy dọc biên giới Kuwait và Iraq lại bị đe dọa xâm lược. Một cuộc triển khai nhanh chóng của quân đội, máy bay và tàu hải quân của Anh, được gọi là Chiến dịch Vantage, đã ngăn chặn bất kỳ động thái nào. Các lực lượng Iraq đã chiến đấu trong Chiến tranh Ả Rập Israel năm 1948, một cuộc chiến đầu tiên chống lại người Kurd từ năm 1961, 70, và sau đó là Chiến tranh Sáu ngày năm 1967.
Sự tham gia của Iraq trong Chiến tranh Sáu ngày bị hạn chế, chủ yếu do phản ứng chậm chạp của Sư đoàn 3 Thiết giáp Iraq, đóng quân ở miền đông Jordan. Sư đoàn 3 thiết giáp không tự tổ chức và tiến ra tiền tuyến trước khi quân Jordan ngừng hoạt động. Do đó, sự tham gia của Iraq chỉ giới hạn ở một cuộc tấn công bằng máy bay ném bom Tu-16 vào Israel, nơi không xác định được mục tiêu và một cuộc không kích của Israel vào căn cứ không quân H-3, cách Baghdad khoảng 4 km ở phía tây Iraq, gần trạm bơm dầu H-3. Người Israel đã phá hủy 21 máy bay Iraq vì mất ba chiếc của họ.
Sau khi cuộc chiến đầu tiên của người Kurd kết thúc với chiến thắng Peshmerga, quân đội Iraq bắt đầu thực hiện một số thay đổi. Họ kết luận rằng thiết bị và phương pháp của Liên Xô không đáp ứng nhu cầu của họ và nhiều vũ khí phương Tây vượt trội so với các đối tác của Liên Xô. Ngoài ra, Liên Xô đã cố gắng gây ảnh hưởng đến chính sách của Iraq bằng cách tổ chức giao hàng vũ khí. Bất chấp số lượng lớn thiết bị của Liên Xô mà Iraq tiếp tục nhận được (được hiển thị bởi Cơ sở dữ liệu chuyển giao vũ khí SIPRI, Iraq 1973-1990), Iraq đã tìm kiếm thiết bị quân sự phương Tây. Mua từ Pháp bao gồm 64 máy bay chiến đấu tấn công Mirage F1 năm 1976 và 200 xe tăng AMX-30 vào năm 1977. Cùng năm đó, Iraq đã đặt mua mười tàu khu trục và tàu hộ tống từ Ý và năm 1978 họ đã mua 200 chiếc APC Cascavel từ Brazil. Trong khi các tướng lĩnh Iraq ủng hộ việc thay đổi hoàn toàn thiết bị phương Tây, các nước phương Tây không ngần ngại bán một lượng lớn vũ khí cho Iraq. Vũ khí phương Tây đắt hơn vũ khí của Liên Xô và họ mất nhiều thời gian hơn để đào tạo nhân viên, do đó, có một sự miễn cưỡng khi thực hiện đảo ngược thiết bị hoàn chỉnh. Tuy nhiên, nhiều vũ khí đã được mua từ nhiều quốc gia vô cộng sản khác, bổ sung cho kho vũ khí chủ yếu của Liên Xô và sự phụ thuộc vào học thuyết của Liên Xô đã giảm. Trong hầu hết các trường hợp, người Iraq quay trở lại học thuyết của Anh, trong khi ở những người khác, họ đã kết hợp học thuyết của Anh và Liên Xô. Khả năng hậu cần của Iraq cũng được cải thiện, với việc mua 2.000 máy vận chuyển thiết bị hạng nặng.
Sự tham gia của Iraq trong Chiến tranh Yom Kippur năm 1973 đã chiếm 60.000 người trong lực lượng viễn chinh của Quân đội Iraq hoạt động trên mặt trận Syria. Tuy nhiên, lực lượng này hoạt động không tốt và Không quân Iraq cũng không làm tốt, mất 26 trong số 101 máy bay chiến đấu được gửi tới Syria mà không bắn hạ bất kỳ máy bay nào của Israel.
Người Kurd bắt đầu cuộc chiến thứ hai của người Kurd với Iraq vào năm 1974-1975, nhưng cuộc chiến đã kết thúc trong một thất bại của người Kurd sau khi thỏa thuận Algiers của người Iran-Iraq cắt đứt sự ủng hộ của Iran đối với người Kurd. Từ năm 1973 đến năm 1980, Saddam Hussein phần lớn giải tỏa các lực lượng vũ trang có chức năng an ninh nội bộ bằng cách tạo ra các lực lượng bán quân sự mới, như Quân đội Nhân dân Iraq (1970-1991). Ông cũng đảm bảo sự trung thành của quân đội với chế độ bằng cách thúc đẩy các sĩ quan trung thành và thanh trừng những người nghi vấn. Tuy nhiên, điều này có hậu quả là lấp đầy hàng ngũ sĩ quan cao cấp bằng những kẻ bất tài.

### Chiến tranh Iran-Iraq (1980-1988)
Chính phủ Saddam Hussein sau đó đã phát động Chiến tranh Iran Iran Iraq vào ngày 22 tháng 9 năm 1980 với cuộc xâm lược tỉnh Khuzestan. Sau tám năm chiến đấu, một loạt các cuộc tấn công của Iraq năm 1988 đã buộc Iran phải chấp nhận lệnh ngừng bắn, mặc dù nhận thức rằng Hoa Kỳ đã tham gia cuộc chiến tranh về phía Iraq cũng khiến người Iran đồng ý. Chiến tranh Iran của Iraq kết thúc vào năm 1988 với việc Iraq bảo vệ quân đội lớn thứ tư thế giới, với 49 sư đoàn quân đội, 6 sư đoàn Vệ binh Cộng hòa, hơn 900 máy bay chiến đấu trong Không quân Iraq và một lực lượng hải quân nhỏ. Lực lượng này đã được xây dựng với sự tài trợ từ các quốc gia Ả Rập ở vùng Vịnh xung quanh và hàng tỷ khoản vay và tài trợ do Bộ Ngoại giao Hoa Kỳ cung cấp hoặc bảo đảm để hỗ trợ cuộc chiến của Iraq với Iran.

### Chiến tranh Vùng Vịnh và sự chiếm đóng của Hoa Kỳ (1991-2003)
Saddam Hussein cũng đã rót nguồn lực khổng lồ vào các cơ quan bảo vệ chế độ, như Lực lượng Vệ binh Cộng hòa (Iraq), sau đó đảm nhận vai trò chiến trường. Những tổn thất trong Chiến tranh vùng Vịnh Ba Tư từ liên minh do Hoa Kỳ lãnh đạo đã dẫn đến việc giảm lực lượng mặt đất của Iraq xuống còn 23 sư đoàn và không quân chỉ còn dưới 300 máy bay. Quân đội Phổ biến Iraq cũng bị giải tán. Các biện pháp trừng phạt quân sự và kinh tế đã ngăn Iraq xây dựng lại sức mạnh quân sự. Những gì xây dựng lại được thực hiện tập trung vào Lực lượng Vệ binh Cộng hòa và Vệ binh Cộng hòa đặc biệt mới, được tạo ra sau khi chiến tranh kết thúc. Iraq duy trì một đội quân thường trực gồm khoảng 375.000 quân. Trong số các thành phần của quân đội có Tổng cục Tình báo Quân đội.
Dưới thời Saddam Hussein, Iraq có ngành sản xuất vũ khí nội địa đang phát triển, sản xuất mọi thứ, từ đạn súng trường đến tên lửa đạn đạo, mìn hải quân tiên tiến, Lion of Babylon (xe tăng), máy bay "không người lái" điều khiển từ xa, bom chùm, hồng ngoại và truyền hình bom dẫn đường và tên lửa dẫn đường bằng laser. Vào thời điểm đó, Iraq được cho là đi trước ngành công nghiệp sản xuất vũ khí của đối thủ Iran lúc bấy giờ. Cũng dưới thời Saddam Hussein, Dự án Babylon đã được đưa ra. Đó là một dự án để xây dựng một loạt "siêu nhân". Các tên lửa đạn đạo đáng chú ý của Iraq do Tổng thống Saddam Hussein sản xuất bao gồm Al Hussein (tên lửa) và Al-Samoud 2. Các vũ khí đáng chú ý khác của Iraq được sản xuất dưới thời Saddam Hussein bao gồm Súng trường bắn tỉa Tabuk, Al-Fao (hệ thống pháo tự hành), GC-45 howitzer (biến thể GHN-45 được sử dụng bởi một số đơn vị pháo binh Iraq có tầm bắn xa hơn bất kỳ hệ thống pháo liên minh nào. Điều này ban đầu gây lo ngại đáng kể cho các lực lượng đồng minh trong Chiến tranh vùng Vịnh Ba Tư) và LUGM-145 (liên lạc neo đậu của hải quân của tôi). Có một chương trình vũ khí sinh học của Iraq (không bị nhầm lẫn với chương trình vũ khí hóa học của Iraq) dưới thời Saddam Hussein cho đến khi kết thúc Chiến tranh vùng Vịnh năm 1991. Vào thời điểm người Iraq đang thử nghiệm các đầu đạn sinh học (chứa độc tố anthrax và botulinum) trong các sa mạc ở Iraq, cuộc chiến tranh Iran 1980 từ 1988 đến 1988 đã kết thúc. [20] Vào tháng 12 năm 1990, người Iraq đã lấp đầy 100 quả bom R-400 bằng độc tố botulinum, 50 quả than và bệnh than với aflatoxin. Ngoài ra, 13 đầu đạn tên lửa Al Hussein chứa đầy độc tố botulinum, 10 với bệnh than và 2 với aflatoxin. Những vũ khí này đã được triển khai vào tháng 1 năm 1991 đến bốn địa điểm để sử dụng chống lại lực lượng Liên quân chỉ là "vũ khí cuối cùng" trong trường hợp Liên minh đã xông vào cổng Baghdad. Vì điều này không bao giờ xảy ra vào năm 1991, Saddam thấy việc sử dụng chúng không cần thiết. Người Iraq đã phá hủy kho vũ khí sinh học của họ sau cuộc chiến năm 1991. Viện nghiên cứu chiến lược quốc tế (IISS) ở Anh công bố vào tháng 9 năm 2002 đánh giá về năng lực quân sự của Iraq và kết luận rằng Iraq có thể lắp ráp vũ khí hạt nhân trong vòng vài tháng nếu thu được vật liệu từ nguồn nước ngoài.
Tiến sĩ Mahdi Obeidi, người đã tạo ra chương trình hạt nhân của Saddam đã làm giàu thành công uranium đến cấp vũ khí trước Chiến tranh vùng Vịnh năm 1991, đã tuyên bố trên tờ Thời báo New York rằng mặc dù các nhà khoa học Iraq sở hữu kiến thức để khởi động lại chương trình hạt nhân, bởi năm 2002, ý tưởng này đã trở thành "một giấc mơ mơ hồ từ thời đại khác." và là thiết kế vũ khí tốt nhất trên thế giới.
Trong những năm 1990, Lực lượng Vũ trang Iraq đã tham gia vào việc đàn áp các cuộc nổi dậy năm 1991 ở Iraq, dẫn đến những người tị nạn chạy trốn lên phía bắc vào năm 1991. Hoa Kỳ đã phát động Chiến dịch Provide Comfort với sự trợ giúp của đồng minh để hỗ trợ cho những người tị nạn này. Điều này liên quan đến một số cuộc đối đầu với các lực lượng vũ trang Iraq. Các khu vực cấm bay của Iraq được thành lập một phần do các hoạt động này. Chiến dịch Southern Watch thống trị không phận Iraq ở phần phía nam của Iraq trong khi Chiến dịch Nothern Watch cũng làm như vậy ở phía bắc. Do các hành động của Iraq, các cuộc tấn công bằng tên lửa hành trình vào Iraq đã được phát động vào tháng 6 năm 1993. Sau đó, Kuwait bị đe dọa với các sư đoàn Vệ binh Cộng hòa vào tháng 10 năm 1994, dẫn đến một cuộc triển khai bảo vệ lớn của Hoa Kỳ được chỉ định là Chiến binh Cảnh giác. [23] Chiến dịch Vigilant Sentinel là một hoạt động sau đó 1995-2007 có cùng tính chất. Nhiều cuộc tấn công bằng tên lửa hành trình vào Iraq đã được phóng vào năm 1996. Iraq đã bị ném bom một lần nữa trong Chiến dịch Cáo sa mạc vào năm 1998. Khi Mỹ chuẩn bị cho một cuộc tấn công vào Iraq tập trung vào năm 2002, Chiến dịch Nam Focus đã được triển khai, làm tổn hại thêm lực lượng phòng không của Iraq ở phía Nam của đất nước.

### Mỹ chiếm đóng Iraq (2003)
Trong những năm 1980 và 1990, Iraq đã chế tạo và sử dụng một kho vũ khí hóa học và sinh học, một số trong đó được cho là đến từ Hoa Kỳ và các đồng minh. [24] Những vũ khí này đã được lệnh phá hủy bởi các Nghị quyết của Hội đồng Bảo an Liên Hợp Quốc. Sau một quá trình kiểm tra vũ khí kéo dài và có vấn đề, phần lớn các loại vũ khí này được coi là bị phá hủy và các cơ sở của chúng bị niêm phong dưới sự kiểm tra vũ khí của Liên Hợp Quốc. Một đợt kiểm tra vũ khí mới đã được thực hiện vào đầu năm 2003 bởi các thanh sát viên vũ khí của Liên Hợp Quốc do Hans Blix dẫn đầu, họ đã tìm kiếm lại các trang web của Iraq, nhưng không tìm thấy chương trình vũ khí hoặc vũ khí mới nào. Tuy nhiên, Chính quyền Bush đã quyết định rằng chế độ Saddam Hussein phải được gỡ bỏ và nó đã đưa ra tối hậu thư cho hiệu ứng đó.
Chính phủ của Saddam đã không đáp ứng tối hậu thư theo cách mà Chính quyền Bush muốn họ làm, và do đó, vào ngày 19 tháng 3 năm 2003, Lực lượng Liên minh của Vương quốc Anh và Hoa Kỳ, với sự hỗ trợ của Úc và Ba Lan bắt đầu xâm chiếm Iraq. Trong quá trình đó, quân đội của Saddam đã bị đánh bại và giải tán. Ở phía nam, Quân đoàn V (Hoa Kỳ), Lực lượng viễn chinh biển I và nhiều sư đoàn của Quân đội Anh, đã đánh bại Quân đoàn 3 Iraq, Lực lượng Vệ binh Cộng hòa và phần lớn Fedayeen Saddam. Ở phía bắc, Lực lượng đặc nhiệm Viking, một đội đặc nhiệm dẫn đầu lực lượng đặc nhiệm, đã đánh bại Quân đoàn 1 và 5 của Iraq và gắn liền với các thành phần Vệ binh Cộng hòa khác. Các trận chiến quan trọng bao gồm trận Nasiriyah và trận Baghdad. Quân đội Anh kiểm soát các khu vực phía nam của Iraq và duy trì sự hiện diện gìn giữ hòa bình ở nước này cho đến khi họ rút quân vào ngày 30 tháng 4 năm 2009. Hoa Kỳ kiểm soát miền Bắc và miền Trung Iraq. Sau cuộc xâm lược, Cơ quan lâm thời Liên minh được thành lập để quản lý hiện tại Iraq sau cuộc xâm lược.

### Quân đội Iraq mới (2003-hiện nay)
Quân đội Iraq đã chính thức tan rã và Quân đội Quốc phòng Iraq đã bị giải tán ngay sau cuộc xâm lược, bởi Lệnh của Cơ quan lâm thời Liên minh số 2 ngày 23 tháng 5 năm 2003.
Vào ngày 25 tháng 6 năm 2003, Tập đoàn Vinnell đã được trao một hợp đồng huấn luyện chín tiểu đoàn đầu tiên, hoặc 9.000 tân binh, của một "Quân đội Iraq mới" 44.000 người. Đội Huấn luyện Hỗ trợ Quân sự Liên minh dưới Thiếu tướng Paul Eaton chịu trách nhiệm quản lý quá trình này.
Vào ngày 3 tháng 9 năm 2003, Lệnh số 28 của Liên minh lâm thời Liên hiệp đã thành lập Quân đoàn phòng thủ dân sự Iraq làm cơ quan dịch vụ khẩn cấp và an ninh tạm thời cho Iraq để bổ sung cho các hoạt động do lực lượng quân đội Liên minh tiến hành ở Iraq.
Vào tháng 4 năm 2004, một tiểu đoàn Iraq đã từ chối chiến đấu với quân nổi dậy ở Fallujah. Ngay sau đó, cấu trúc quân sự của Hoa Kỳ tại Iraq đã được tổ chức lại. Lực lượng đa quốc gia-Iraq (MNF-I) được thành lập dưới sự chỉ huy của Tướng George W. Casey, Jr.. Đối với các lực lượng vũ trang mới của Iraq, động thái quan trọng nhất là thành lập Bộ tư lệnh chuyển tiếp an ninh đa quốc gia - Iraq (MNSTC-I) với tư cách là một chỉ huy cấp dưới của MNF-I, dưới quyền Thiếu tướng David Petraeus. [25] MNSTC-I được giao nhiệm vụ xây dựng Lực lượng Vũ trang Iraq mới, cũng như Bộ Nội vụ (Iraq) (MOI) và các lực lượng an ninh khác. Một kế hoạch tạo ra lực lượng mới cho phép sức mạnh cuối cùng của mười sư đoàn quân đội Iraq.
Vào ngày 22 tháng 4 năm 2004, theo Lệnh 73 của Cơ quan lâm thời Liên minh, tất cả nhân viên, cơ sở vật chất và trang thiết bị của Lực lượng Phòng vệ Dân sự Iraq đã được chuyển đến Bộ Quốc phòng Iraq như một thành phần của Lực lượng Vũ trang Iraq.
Sau khi giải thể Cơ quan lâm thời Liên minh vào ngày 28 tháng 6 năm 2004, Liên minh ở lại Iraq theo yêu cầu của chính phủ Iraq và dưới sự ủy thác của Liên hợp quốc để giúp chính phủ non trẻ phát triển lực lượng an ninh và chống lại một cuộc nổi dậy. Trong thời gian ngay sau cuộc xâm lược, các lực lượng quân đội Hoa Kỳ đã coi cuộc chiến đấu là 'chiến đấu trong các khu vực đã xây dựng (FIBUA) thông thường', chứ không phải là một cuộc nổi dậy. Sau khi xem xét chiến lược quân sự trong Chiến tranh Iraq vào cuối năm 2004, Tướng Casey đã chỉ đạo các lực lượng Liên minh chuyển trọng tâm từ chiến đấu với quân nổi dậy sang huấn luyện người Iraq. [26] Đây là chiến lược cho đến năm 2006. Mục đích là một dấu chân nhỏ của Liên minh và bàn giao nhanh chóng các trách nhiệm an ninh cho các lực lượng an ninh Iraq mới được tạo ra. Phát triển lực lượng an ninh quốc gia chủ nhà đã trở thành nền tảng của học thuyết chống nổi dậy năm 2006 của Hoa Kỳ.
Tuy nhiên, sau cuộc bầu cử quốc gia vào tháng 12 năm 2005, lực lượng nổi dậy ở Iraq đã chuyển trọng tâm từ một cuộc kháng chiến chống lại sự chiếm đóng theo hướng xung đột giáo phái. Được tăng tốc bởi vụ đánh bom nhà thờ Hồi giáo Vàng vào tháng 2 năm 2006, mức độ bạo lực giáo phái tăng lên đáng kể và tình hình an ninh ngày càng xấu đi. Ở Baghdad, một chu kỳ bạo lực giáo phái tăng tốc trong đó quân nổi dậy Sunni liên kết với Al-Qaeda đã thực hiện các vụ đánh bom tự sát ở các quận Shia và dân quân Shia bị trả thù bằng các vụ giết người ở các quận Sunni. [28] Rõ ràng là Lực lượng Vũ trang Iraq và các lực lượng MOI khác nhau không có khả năng che đậy bạo lực giáo phái và bảo vệ dân chúng, và MNF-I phải điều chỉnh lại các kế hoạch để chuyển đổi an ninh. Mặc dù các lực lượng Iraq đã được huấn luyện ban đầu và được trang bị, họ đã không phát triển các khả năng cần thiết để lên kế hoạch, tiến hành và duy trì các hoạt động chống nổi dậy hiệu quả. Cũng có những thách thức ở cấp bộ trưởng, trong Bộ Nội vụ và Bộ Quốc phòng, và các bộ này không thể duy trì lực lượng của họ về hậu cần, tình báo, thông tin liên lạc và mua sắm. [29] Một sản phẩm phụ của sự gia tăng quân đội trong Chiến tranh Iraq năm 2007 là nó đã cung cấp cho lực lượng an ninh Iraq thời gian để đào tạo và phát triển lãnh đạo, cũng như liên minh với các đơn vị Iraq nhiều hơn. Chỉ huy của Nhóm hỗ trợ Iraq, Dana Pittard nói tháng 6 năm 2007 rằng bài học rút ra là các lực lượng Liên minh không nên rút xuống quá nhanh và việc chuyển đổi trách nhiệm an ninh sẽ mất thời gian.
Vào tháng 7 năm 2006, một cột mốc quan trọng đã đạt được khi tỉnh đầu tiên của Iraq chuyển sang Kiểm soát Iraq. Tỉnh Al Muthanna là tỉnh đầu tiên đáp ứng tình trạng này. [31] Mười hai thống đốc nữa đã được chuyển sang Kiểm soát Iraq cấp tỉnh từ tháng 9 năm 2006 đến tháng 10 năm 2008.
Quân đội Iraq (IA) đã phát động chiến dịch cấp sư đoàn cấp cao duy nhất được lên kế hoạch và thực hiện vào ngày 25 tháng 3 năm 2008 trong Trận chiến Basra (2008). IA chỉ nhận được hỗ trợ của Liên minh trong hỗ trợ trên không, hậu cần và thông qua các cố vấn nhúng. Một lữ đoàn bộ binh Anh đóng tại sân bay quốc tế Basra đã sẵn sàng trong vai trò Overwatch chiến thuật, nhưng nó không can thiệp.
Vào ngày 1 tháng 1 năm 2009, quy trình Kiểm soát Iraq của tỉnh đã được thay thế bởi Thỏa thuận An ninh Hoa Kỳ-Iraq (xem thêm Thỏa thuận về Lực lượng của Hoa Kỳ-Iraq), chuyển giao tất cả trách nhiệm an ninh của các tỉnh cho chính phủ Iraq. Kết quả là năm tỉnh đã được chuyển cùng một lúc.
Năm 2019, Thứ trưởng Bộ Quốc phòng Hoa Kỳ Michael Mulroy nói rằng mối quan hệ với Bộ Quốc phòng và Quân đội Iraq là một trong những lợi ích chiến lược hấp dẫn nhất của họ và Hoa Kỳ hiện đang giúp đào tạo và trang bị cho 28 lữ đoàn Iraq để duy trì sự sẵn sàng. "Ưu tiên là trao quyền cho các lực lượng an ninh chuyên nghiệp và có khả năng của Iraq để bảo vệ chủ quyền của nước này và ngăn chặn sự hồi sinh của IS", Mulroy nói. "Các tổ chức an ninh của Iraq càng có khả năng, Iraq sẽ càng kiên cường hơn khi đối mặt với kẻ thù."

## Cấu trúc
Lực lượng An ninh Iraq gồm các lực lượng phục vụ thuộc Bộ Nội vụ (MOI) và Bộ Quốc phòng (MOD), cũng như Cục Chống khủng bố của Iraq, báo cáo trực tiếp với Thủ tướng Iraq, giám sát Lực lượng đặc nhiệm Iraq. Lực lượng MOD bao gồm Quân đội Iraq, Không quân Iraq và Hải quân Iraq. MOD cũng điều hành Trường Cao đẳng Nhân viên Liên hợp, huấn luyện quân đội, hải quân và sĩ quan không quân, với sự hỗ trợ của Phái bộ Huấn luyện NATO - Iraq. Trường được thành lập tại Ar Rustamiyah vào ngày 27 tháng 9 năm 2005. Trung tâm điều hành các khóa học dành cho nhân viên cấp cao và nhân viên cấp cao được thiết kế cho các trung úy đầu tiên đến chuyên ngành.
Peshmerga, kể từ tháng 9 năm 2009, "Lực lượng vũ trang của khu vực người Kurd", là một lực lượng vũ trang riêng biệt trung thành với Chính quyền khu vực người Kurd. Các lực lượng khá lớn. Các nhân viên phụ trách các vấn đề công cộng của USF-I chỉ ra rằng cả KDP và PUK đều có khoảng 100.000 peshmerga (tổng cộng 200.000) tính đến tháng 1 năm 2010. Hai bộ phận được bao gồm trong hình này; chính quyền khu vực và chính quyền trung ương không đồng ý về việc họ có thuộc thẩm quyền của Baghdad hay không và ở mức độ nào.
Tình báo quân đội Iraq đã được xây dựng lại kể từ khi quân đội bị giải thể năm 2003. Tuy nhiên, nó đã phải chịu sự can thiệp của chính trị. Vào giữa năm 2009, Thủ tướng al-Maliki đã bãi nhiệm Thiếu tướng Jamal Suleiman, giám đốc tình báo quân đội, và tự mình đảm nhận công việc này. Thủ tướng đã thông báo bãi nhiệm giám đốc tình báo quốc gia Iraq cùng một lúc.

### Lục quân Iraq

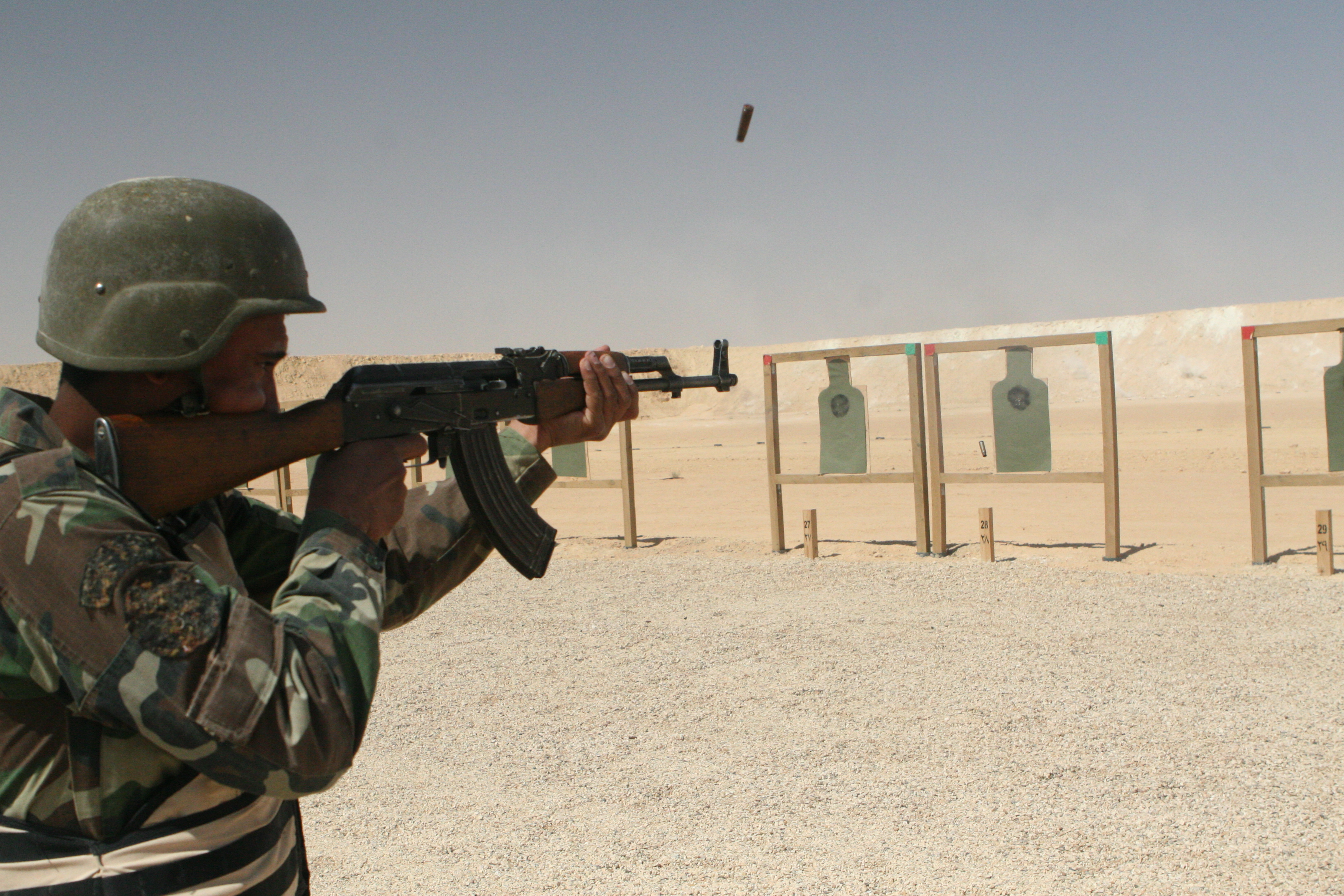
Tập trận bắn đạn thật

Lục quân Iraq là một lực lượng chống nổi dậy khách quan, được chính phủ Iraq phát triển từ năm 2003 đến 2009, hợp tác với Lực lượng đa quốc gia - Iraq, với phần lớn hỗ trợ đến từ Hoa Kỳ. Kế hoạch tạo lực lượng tính đến tháng 11 năm 2009 bao gồm 14 sư đoàn, mỗi sư đoàn gồm 4 lữ đoàn.
Lục quân Iraq được mô tả là yếu tố quan trọng nhất của cuộc chiến chống nổi dậy. Chiến thuật này là cung cấp an ninh và các dịch vụ khác ở cấp địa phương bằng cách sử dụng lính bộ binh trong các cuộc tuần tra bị tháo gỡ. Khi quân nổi dậy mất sự hỗ trợ thụ động hoặc tích cực từ người dân địa phương, họ sẽ dễ dàng bị đánh bại, điều đó được tin tưởng.
Lữ đoàn bộ binh hạng nhẹ được trang bị vũ khí nhỏ, súng máy, RPG, áo giáp và xe bọc thép hạng nhẹ. Lữ đoàn bộ binh cơ giới được trang bị xe tăng chiến đấu chủ lực T-54/55 và xe chiến đấu bộ binh BMP-1. Lực lượng vũ trang Hungary đã tặng 77 xe tăng T-72 do Liên Xô sản xuất từ kho vũ khí của riêng họ. Các xe tăng đã được tân trang lại bởi các chuyên gia Hungary và được giao trong tình trạng sẵn sàng chiến đấu hoàn toàn vào năm 2004. Huấn luyện nhân sự cũng được cung cấp cho Lục quân Iraq mới thành lập. Iraq sẽ nhận được 280 xe tăng M1A1M từ năm 2010 và 2013.
Từ khi thành lập năm 1922 đến 2003, quân đội đã phải chịu một số khó khăn nghiêm trọng, lãnh đạo chiến thuật cơ bản trong số đó. "Các lực lượng Iraq luôn gặp vấn đề vì thiếu kỹ năng kỹ thuật và tiếp xúc với máy móc hạn chế." Tuy nhiên, nó cũng có những thế mạnh đáng kể, đặc biệt là trong hai lĩnh vực: hậu cần và kỹ thuật chiến đấu. Hai thành tựu hậu cần ấn tượng của quân đội bao gồm khả năng duy trì một quân đoàn bọc thép ở Syria trong Chiến tranh Yom Kippur và khả năng di chuyển các đội hình có kích cỡ quân đoàn từ đầu này sang nước khác trong những ngày ở Iran. Từ năm 2003, việc tạo ra lực lượng chiến đấu là ưu tiên hàng đầu và hỗ trợ hậu cần ban đầu được cung cấp theo cách này hay cách khác bởi liên minh. Vào giữa năm 2008, các vấn đề hậu cần bao gồm một cuộc khủng hoảng bảo trì và các vấn đề về nguồn cung đang diễn ra. Tuy nhiên, khả năng hậu cần đã được phát triển và việc xây dựng một cấu trúc hậu cần trên toàn quốc, với Kho Quốc gia Taji ở trung tâm của nó, hiện đang được tiến hành.

### Không quân Iraq

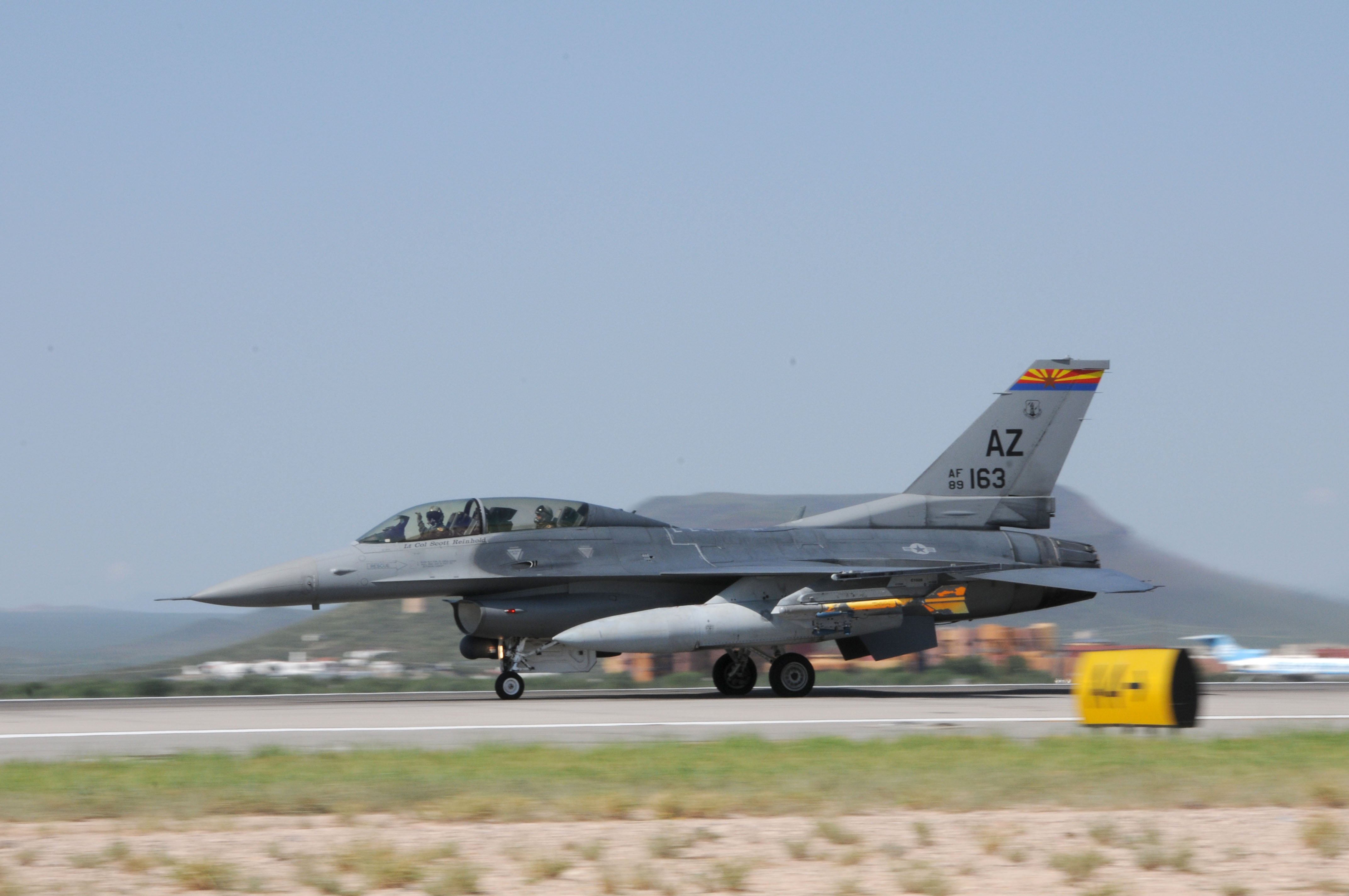
Máy bay F-16 của Không quân Iraq.

Không quân Iraq được thiết kế để hỗ trợ các lực lượng mặt đất với khả năng giám sát, trinh sát và nâng quân. Hai phi đội trinh sát sử dụng máy bay hạng nhẹ, ba phi đội trực thăng được sử dụng để di chuyển quân đội và một phi đội vận tải hàng không sử dụng máy bay vận tải C-130 để di chuyển quân đội, thiết bị và vật tư. Nó hiện có 3.000 nhân sự. Nó được lên kế hoạch tăng lên 18.000 nhân sự, với 550 máy bay vào năm 2018.

### Hải quân Iraq
Hải quân Iraq là một lực lượng nhỏ với 1.500 thủy thủ và sĩ quan, ngoài 800 lính thủy đánh bộ, được thiết kế để bảo vệ bờ biển và đường thủy nội địa của Iraq khỏi sự xâm nhập của quân nổi dậy. Hải quân cũng chịu trách nhiệm về an ninh của các giàn khoan dầu ngoài khơi. Nó sẽ có các phi đội tuần tra ven biển, các đội thuyền tấn công và một tiểu đoàn biển thứ hai. Lực lượng này bao gồm 2.000 đến 2.500 thủy thủ vào năm 2010 Hải quân Iraq sở hữu 16 tàu tuần tra, 35 tàu tấn công và 1 tàu ngoài khơi.